# Língua mirandesa

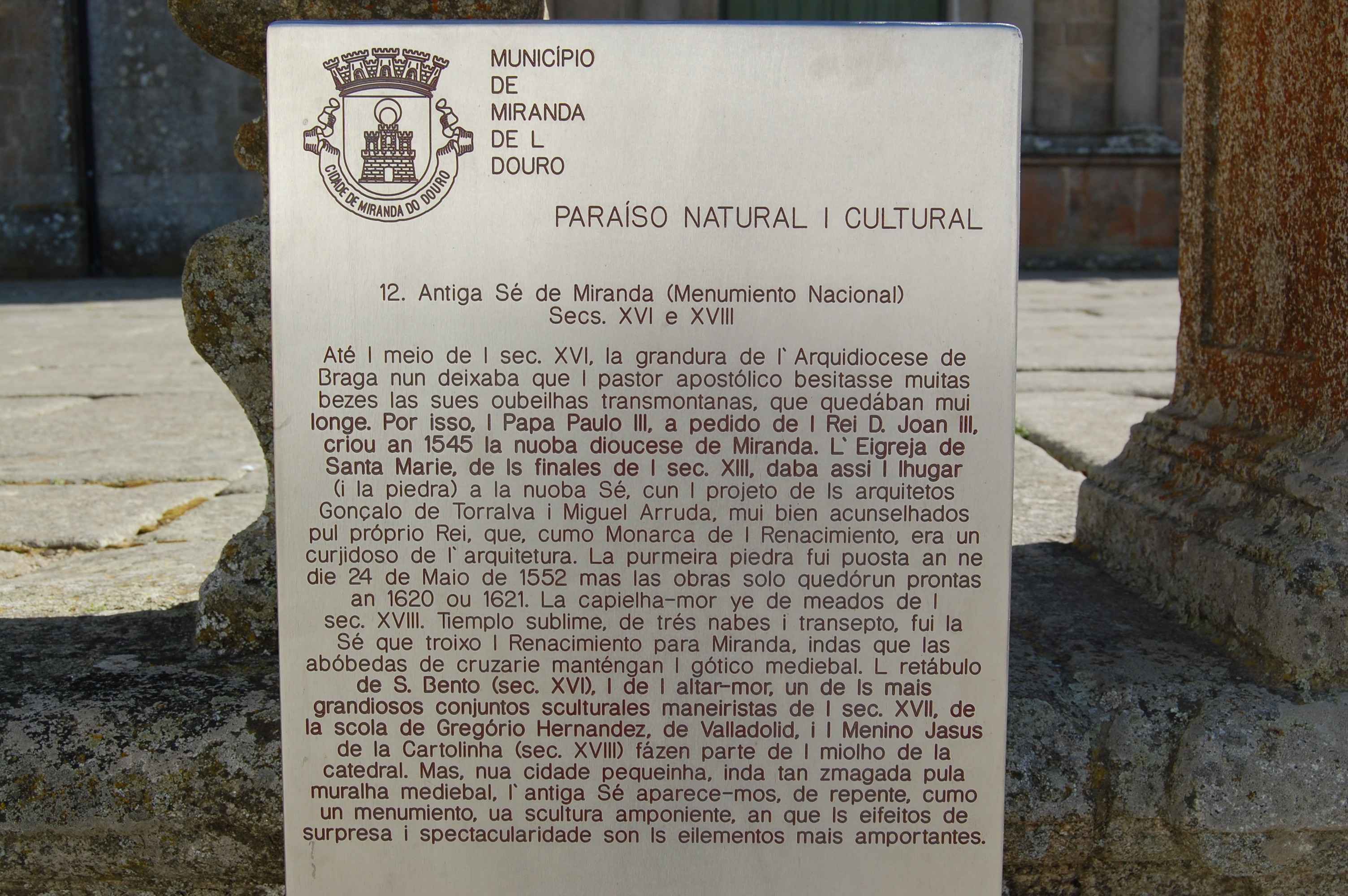
Placa de informação, na Igreja de Miranda do Douro, com o texto em mirandês

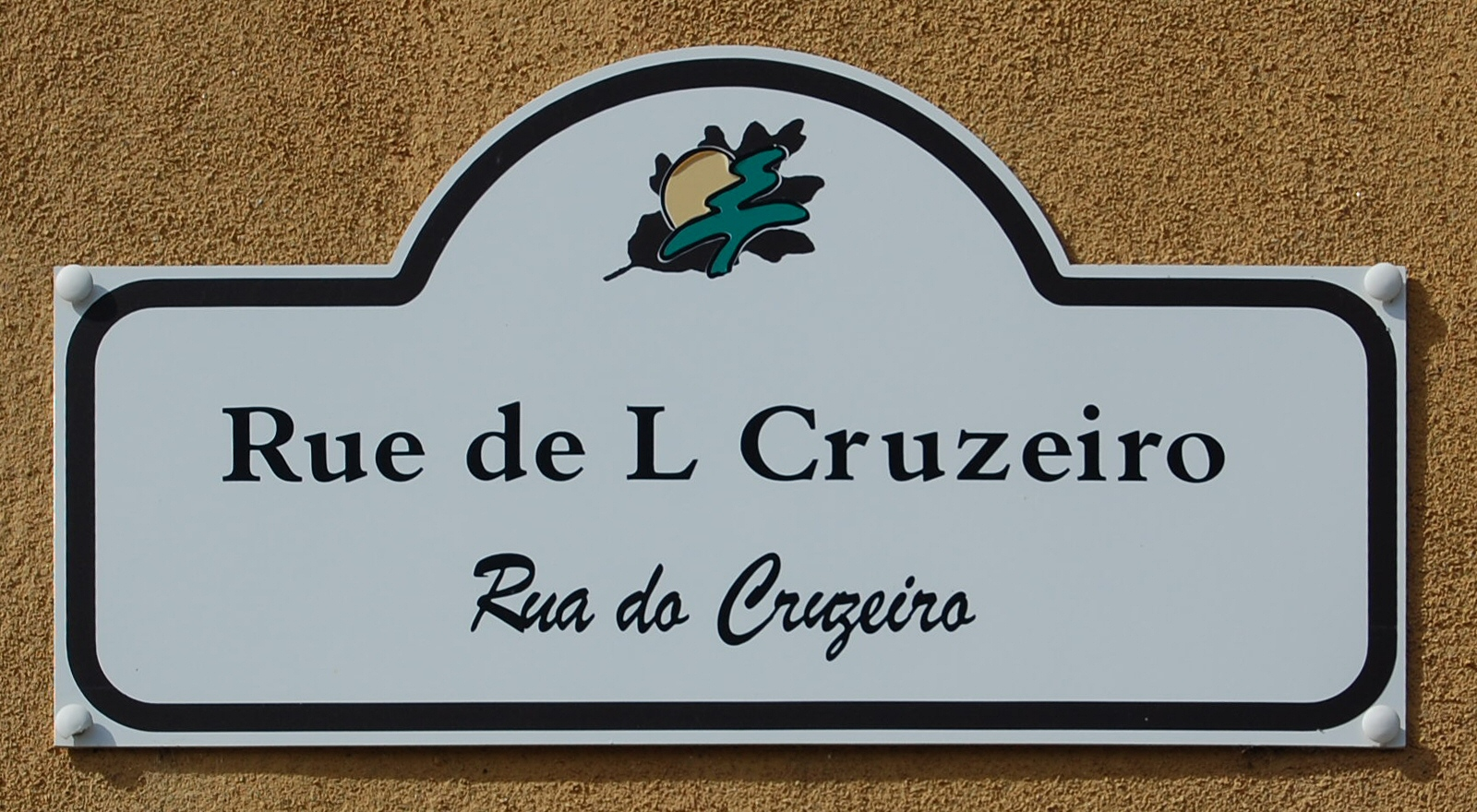
Placa de identificação de arruamento, em Genísio, com o nome da rua em mirandês e em português

A língua mirandesa (lhéngua/léngua mirandesa, mirandés) é o nome oficial que recebe o asturo-leonês em território português. Um estudo da Universidade de Vigo revelou que em março de 2020 a língua era conhecida de cerca de 3500 pessoas, das quais cerca de 1500 são capazes de a falar regularmente. Os falantes distribuem-se principalmente por uma área de 550 km², conhecida como Terra de Miranda e formada pelo concelho de Miranda do Douro e freguesias de Angueira e Vilar Seco, no concelho de Vimioso. A inclusão de Caçarelhos (atualmente parte da freguesia de Caçarelhos e Angueira) na área de domínio linguístico mirandês tem sido defendida por autores como Amadeu Ferreira.
O mirandês tem três subdialetos (central ou normal, setentrional ou raiano, meridional ou sendinês) e está dotado de um dicionário, gramática e ortografia próprios; os seus falantes são em maior parte bilíngues, trilíngues ou até mesmo quadrilíngues falando muitos deles o mirandês, o português e o castelhano, e até por vezes o galego.[carece de fontes?] As associações como a SIL International outorgam um código próprio à língua, enquanto que a Organização das Nações Unidas para a Educação, a Ciência e a Cultura (UNESCO) a enquadra no contexto do asturo-leonês.
Os textos recolhidos em mirandês mostram a envolvência de traços fonéticos, sintáticos ou vocabulares das diferentes línguas; o português é mais cantado pelos mirandeses, porque é considerado língua culta, fidalga, importante. Possui status de língua reconhecida em Portugal desde 1999.

## Situação atual
Um estudo da Universidade de Vigo revelou que em março de 2020 existiam apenas 3500 pessoas que conheciam a língua, das quais apenas cerca de 1500 eram capazes de a falar regularmente. Foi identificada uma ruptura com esse idioma, em particular nas gerações mais novas, através de uma “forte portugalização linguística”, derivada sobretudo do efeito dos meios de comunicação social, e da associação do mirandês à ruralidade e à pobreza. Encontra-se em situação muito crítica, prevendo-se o seu desaparecimento em cerca de 20 anos se se mantiver o ritmo atual.
O mirandês é, desde 1999, a segunda língua oficial do país. A preservação da língua mirandesa deve-se à geografia e ao isolamento das designadas Terras de Miranda. Os rios ou cordilheiras são fatores cruciais para a criação de uma "fronteira linguística". No caso das Terras de Miranda, o rio Sabor teve influência, isolando a área da influência da língua portuguesa. Outro factor para a preservação da língua é a proximidade e a acessibilidade a Espanha, tendo assim um comércio virado para o turismo espanhol, uma atividade crucial na cidade de Miranda do Douro. Essa cidade tem uma grande vertente comercial destinada aos espanhóis que outrora faziam parte do Reino de Leão, que muitas vezes ainda falam o asturiano, língua de origem do mirandês. Isso terá feito com que o mirandês chegasse aos nossos dias quase intacto, a acessibilidade e o contacto constante a uma Espanha que fala, essencialmente, o asturiano e um isolamento face ao português. Havia muitos anos que o mirandês não era falado no coração da comarca, Miranda do Douro, mas, nos últimos anos, a deslocação das pessoas das aldeias para a cidade trouxe o mirandês de volta, porque nas aldeias era onde se conservava o mirandês e esse êxodo rural trouxe a língua mirandesa novamente à cidade. A língua mirandesa está numa situação de diglossia, isto é, quando duas línguas coexistem mas uma prevalece sobre a outra, por razões extralinguísticas. Nesse caso, o português tem conquistado os habitantes das Terras de Miranda pelo seu prestígio e difusão global. A atitude dos falantes em relação à sua língua autóctone também leva a uma relação de diglossia. Como exemplo, tem-se "Lição de Mirandês: You falo como bós i bós nun falais como you" de Manuela Barros Ferreira (do Centro de Linguística da Universidade de Lisboa) em que é evidente a desvalorização da língua mirandesa face ao português. Segundo os entrevistados, não falam o mirandês quando estão em situações formais, como por exemplo, na relação professor-aluno (como é o caso do entrevistado) é, de uma forma geral, a língua portuguesa que prevalece. Há também alguns complexos com a língua, reservando-a a contextos mais familiares, do quotidiano ou mesmo contextos de extrema intimidade. Todos esses fatores levam a língua a uma situação de diglossia.
O ensino do mirandês, opcional nas escolas do concelho de Miranda do Douro, é limitado a uma hora por semana, não dispondo até hoje de livros de texto, materiais pedagógicos e vagas próprias de docentes especializados.

## Proteção
Entre as possíveis medidas de proteção, contam-se a ratificação da Carta Europeia das Línguas Minoritárias, a criação de uma nova Lei do Mirandês, atualizada de acordo com as ações e medidas planeadas e orçamentadas em áreas como educação, justiça, administração local e regional, serviços públicos, meios de comunicação, atividades e equipamentos sociais, economia e intercâmbios transfronteiriços. Essa nova Lei do Mirandês serviria como ponto de partida para impulsionar o desenvolvimento dessas áreas e promover o uso e a preservação do Mirandês como uma língua minoritária e culturalmente significativa, possivelmente levando a que a língua mirandesa ganhasse nova vitalidade.

## Fonologia
Características comuns ao português, ao galego e ao asturo-leonês ocidental (origem linguística da língua mirandesa):
- manutenção de f- inicial latino: filiu (latino) = filho (português);
- evolução do grupo latino -ct- em -it-: nocte (latino) = noite (português);
- evolução dos grupos latinos pl-, cl- e fl- em africada /tʃ/;
- conservação dos ditongos ei e ou.

Algumas diferenças fonológicas em relação ao português:
- palatização da consoante inicial l: língua = lhéngua / léngua (sendinês);
- manutenção das consoantes l e n em posição intervocálica: lua = lhuna/luna (sendinês), mau = malo;
- palatização das consoantes duplas ll/nn/mn: castelo = castielho, ano = anho, dano = danho;
- ditongação da vogal breve e em posição tónica: ferro = fierro.

## Amostras de texto
Segue-se um texto amostra em língua mirandesa publicado no jornal Público por Amadeu Ferreira, a 24 de julho de 2007. Para comparação, apresentam-se as traduções do texto para leonês, asturiano, português, galego e castelhano.
| Mirandês | Mirandês (sendinês) | Leonês | Asturiano | Português | Galego | Castelhano |
| --- | --- | --- | --- | --- | --- | --- |
| Muitas lhénguas ténen proua de ls sous pergaminos antigos, de la lhiteratura screbida hai cientos d'anhos i de scritores hai muito afamados, hoije bandeiras dessas lhénguas. Mas outras hai que nun puoden tener proua de nada desso, cumo ye l causo de la lhéngua mirandesa. | Muitas lénguas ténen proua de ls sous pergaminos antigos, de la literatura screbida hai cientos d'anhos i de scritores hai muito afamados, hoije bandeiras dessas lénguas. Mas outras hai que nun puoden tener proua de nada desso, cumo ye l causo de la léngua mirandesa. | Muitas llinguas tienen arguyu los sous pergaminos antigos, de la lliteratura escrita hai cientos d'annos y d'escritores enforma famosos; guei bandeiras d'eisas llinguas. Peru hai outras que nun pueden tenere arguyu de res d'eisu, cumo ye'l casu de la llingua mirandesa. | Munches llingües tienen arguyu de los sos pergaminos antiguos, de la lliteratura escrito hai cientos d'años y d'escritores perfamosos, anguaño banderes d'eses llingües. Pero hai otres que nun puen tener arguyu de nada d'eso, como ye'l casu de la llingua mirandesa. | Muitas línguas têm orgulho dos seus pergaminhos antigos, da literatura escrita há centenas de anos e de escritores muito famosos, hoje bandeiras dessas línguas. Mas há outras que não podem ter orgulho de nada disso, como é o caso da língua mirandesa. | Moitas linguas teñen orgullo dos seus pergamiños antigos, da literatura escrita hai centenares de anos e de escritores moi famosos, hoxe bandeiras desas linguas. Mais hai outras que non poden ter orgullo de nada diso, como é o caso da lingua mirandesa. | Muchas lenguas tienen orgullo de sus antiguos pergaminos, de literatura escrita hace cientos de años y de escritores muy famosos, hoy banderas de esas lenguas. Pero hay otras que no pueden tener orgullo de nada de eso, como es el caso de la lengua mirandesa. |

Excerto de “O Natal em Barroso (L Natal an Barroso)” por Bento da Cruz e traduzido para mirandês por Amadeu Ferreira (a versão em português apresentada não é a do original, pois foi ligeiramente rescrita para ser mais similar à tradução mirandesa).
| Mirandês | Português |
| --- | --- |
| Outra eideia que anda cumigo zde esse tiempo ye la de que las pessonas spertában todas bien çpuostas aquel die - nun sei se a spera de la salbaçon, se de l bacalhau i las torreijas. Seia cumo seia, anque l'eigreija nun lo mandasse, todos guardában die santo a 24 de dezembre. I até, por bias desso, se me stá a lhembrar dũa beç mie mai haber ounhido las bacas i me haber dezido[…] | Outra ideia que anda comigo desde esse tempo é a de que as pessoas espertavam todas bem dispostas aquele dia - não sei se à espera da salvação, se do bacalhau e das rabanadas. Seja como seja, embora a igreja não o mandasse, todos guardavam o dia santo a 24 de dezembro. E até, por vias disso, estou a lembrar-me duma vez em que a minha mãe tinha jungido as vacas e me tinha dito[…] |

|                           | Localização           | Bloco linguístico                                       | Texto |
| ------------------------- | --------------------- | ------------------------------------------------------- | --- |
| Dialetos asturo-leoneses  |                       |                                                         | |
| Fala de Carreño           | Astúrias              | Central                                                 | Tolos seres humanos nacen llibres y iguales en dignidá y drechos y, pola mor de la razón y la conciencia de so, han comportase fraternalmente los unos colos otros.                   |
| Fala de Somiedo           | Astúrias              | Ocidental                                               | Tódolos seres humanos nacen ḷḷibres ya iguales en dignidá ya dreitos ya, dotaos cumo tán de razón ya conciencia, han portase fraternalmente los unos conos outros.                    |
| Paḷḷuezu                  | Leão                  | Ocidental                                               | Tódolos seres humanos nacen ḷḷibres ya iguales en dignidá ya dreitos ya, dotaos cumo tán de razón ya conciencia, han portase fraternalmente los unos conos outros.                    |
| Cabreirês                 | Leão                  | Ocidental                                               | Tódolos seres humanos ñacen llibres y iguales en dignidá y dreitos y, dotaos cumo están de razón y concéncia, han portase fraternalmente los unos pa coños outros.                    |
| Mirandês                  | Terra de Miranda      | Ocidental                                               | Todos ls/To ls seres houmanos nácen lhibres/libres i eiguales an denidade i an dreitos. Custuituídos de rezon i de cuncéncia, dében portar-se uns culs outros an sprito de armandade. |
| Castelhano                |                       |                                                         | |
| Estremenho                | Estremadura Salamanca | Falas de transição entre o asturo-leonês e o castelhano | Tolos hombris nacin libris i egualis en digniá i derechus i, comu gastan razón i concéncia, ebin comportal-se comu hermanus los unus conos otrus.                                     |
| Montanhês ou cântabro     | Cantábria             | Falas de transição entre o asturo-leonês e o castelhano | Tolos seris humanos nacin libris y eguales en dignidá y drechos y, dotaos comu están de razón y conciencia, tién de comportase comu hermanos los unos conos otros.                    |
| Castelhano (norma padrão) | Castela               | Castelhano                                              | Todos los seres humanos nacen libres e iguales en dignidad y derechos y, dotados como están de razón y conciencia, deben comportarse fraternalmente los unos con los otros.           |
| Galego-português          |                       |                                                         | |
| Português                 | Portugal              | Português                                               | Todos os seres humanos nascem livres e iguais em dignidade e em direitos. Dotados de razão e de consciência, devem agir uns para com os outros em espírito de fraternidade.           |
| Galego                    | Galiza                | Galego                                                  | Todos os seres humanos nacen libres e iguais en dignidade e dereitos e, dotados como están de razón e conciencia, débense comportar fraternalmente uns cos outros.                    |
| Fala(Xalimego)            | Val de Xálima         | Fala                                                    | Tolus seris humanus nacin libris i iguais en dignidai i dereitus i, dotadus comu están de radón i conciencia, debinse comportal fratelnalmente uns cun us oitrus.                     |